# Historia trojańska
Historia trojańska (Historyja barzo piękna, ucieszna i każdemu stanu … iście pożyteczna … o zburzeniu a zniszczeniu onego sławnego a znamienitego miasta i państwa trojańskiego) – anonimowe tłumaczenie na język polski romansów o Troi, wydane w 1563.
Tłumaczenie opiera się na średniowiecznym utworze Historia destructionis Troiae, będącym kompilacją wcześniejszych dzieł: Historia de excido Troiae Daresa Frygijczyka (zachowane łacińskie tłumaczenie z V w n.e.) oraz Ephemeris belli Troiani Diktysa Kreteńczyka. Utwory te rzekomo oparte były na przekazach świadków i zawierały wiele motywów nieobecnych w Iliadzie. Niektóre szczegóły z Historii wykorzystał Jan Kochanowski w Odprawie posłów greckich.